# 莲花寺 (德里)
印度新德里的灵曦堂，俗称莲花寺（英語：Lotus Temple），是一座巴哈伊信仰的灵曦堂，也是该市主要名胜之一。它完成于1986年，作为印度次大陆的总堂。自1986年12月开放到2002年，德里灵曦庙已经吸引了超过5000万名游客，使之成为世界上被访问次数最多的建筑物之一，超过了埃菲尔铁塔和泰姬陵。现在每年有450万游客来此访问，超过泰姬陵，为印度参观者最多的建筑物。

## 崇拜
和其他的巴哈伊灵曦堂一样，莲花寺也对无论宗教或其他背景的所有人开放。巴哈伊律法规定，灵曦堂的精神是所有宗教的人得以在此处没有宗派限制地崇拜上帝。巴哈伊律法还规定，只有巴哈伊信仰和其他宗教的神圣经典可以在灵曦堂里朗诵，可以以任何语言进行，而朗诵和祈祷可以合唱的形式进行，堂内不得演奏乐器，不得布道，也不进行宗教仪式。

## 建筑
和所有的巴哈伊灵曦堂一样，莲花寺也有一些在巴哈伊经典中规定的特定建筑元素。阿博都巴哈，信仰创建者的儿子规定，灵曦堂最重要的结构之一是九边的环形结构。目前所有的灵曦堂都有穹顶，但这并不是必须的。巴哈伊经典还规定，灵曦堂内不得出现图片、照片和雕像，讲道坛和祭坛也不得作为建筑的一部分，但讲演者可以站在简单的可移动讲台后面。